# Contacts (film)
Pour les articles homonymes, voir Contact.
Pour plus de détails, voir Fiche technique et Distribution.
Contacts est un court métrage français réalisé par Raymond Depardon en 1990.

## Synopsis
À travers les planches contacts de son reportage dans l'asile psychiatrique de San Clemente., le réalisateur Raymond Depardon s'interroge sur son travail de photographe. Le regard voyeur de celui qui capte la douleur. Le dialogue, le contact, qui s'instaure avec ceux qui sont photographiés. "J'ai aimé photographier les murs, les gens contre les murs. [...] cette impression de tourner en rond, sans sortie de secours, il n'y a plus de porte. Le photographe est là, il ressemble à un nouvel arrivé, un nouveau pensionnaire, on le voit tous les jours, ce n'est pas un médecin, ni un infirmier. Il n'est pas du métier. Il tourne lui aussi. Il cherche quelque chose, il a l'air sympathique, pas encore très à l'aise, il ne parle pas."
Ce court-métrage est comme un contrepoint au documentaire Afriques : comment ça va avec la douleur ?, exclusivement centré sur l’acte photographique. La quête du Graal pour le photographe n'est pas plus raisonnable que celle des patients de l’hôpital psychiatrique de San Clemente et Raymond Depardon conclut par cette réflexion «La douleur c’est le cadre, la lumière c’est le bonheur.»

## Fiche technique
- Réalisation : Raymond Depardon & Roger Ikhlef
- Image : Raymond Depardon
- Montage : Roger Ikhlef
- Son : Claudine Oggret
- Format : Couleur
- Langue : français
- Date de diffusion :
  - France : 1990[3]